# Kalle und das geheimnisvolle Karussell
Kalle und das geheimnisvolle Karussell (Originaltitel: Rasmus, Pontus och Toker) ist ein Kinderfilm von Stig Olin nach dem Drehbuch von Astrid Lindgren.

## Handlung
Kalles Schwester Britta und ihr Mitschüler Joachim sind ein Paar. Britta findet ein Album, in dem dieser dessen Exfreundinnen (Magareta, Yvonne, Ulla & Brit) mitsamt Foto aufgelistet hat. Sie erklärt, dass sie es furchtbar fände, wenn ihr Foto in Joachims Album kleben würde.
Nachmittags gehen Britta, Joachim, Kalle und Pontus zur Show des Schwertschluckers Alfredo. Kalle und Pontus haben nicht mehr genügend Geld, um für beide den Eintritt zu zahlen. Daher bitten sie Alfredo sie auch für den halben Preis hereinzulassen. Alfredo lehnt unfreundlich ab. Da schleichen sich die beiden heimlich in die Show und werden von Alfredo entdeckt und herausgeworfen.
Wenig später bekommt Alfredo Besuch von Ernst, der gerade aus dem Gefängnis entlassen wurde. Ernst erzählt Alfredo, dass er weiß, dass dieser mit den Silberdiebstählen, von denen in der Zeitung berichtet wird, zu tun hat. Er hat mit Alfredo zusammengearbeitet und kennt dessen Arbeitsweise. Außerdem hat er den Antiquitätenhändler Paul getroffen, der Alfredo Tipps gibt, wo etwas zu finden ist, das sich zu stehlen lohnt. Paul hat Ernst erzählt, wo er die größte Silbersammlung des Landes finden kann: Ausgerechnet bei dem Vater von Brittas Freund Joachim.
Als Britta und Joachim gemeinsam zur Probe ihrer Band gehen, versucht einer von dessen Freunden Britta zu küssen. Britta stößt diesen sofort weg, aber Joachim glaubt, dass Britta daran die Schuld trägt. Britta und Joachim streiten und trennen sich. Doch Britta hat Angst, ebenfalls in dem Album zu landen, denn Joachim besitzt ein Foto von ihr. Britta berichtet ihrem Bruder Kalle davon. Dieser verspricht sich darum zu kümmern und das Foto zu besorgen.
Noch in der kommenden Nacht möchte Kalle mit seinem Freund Pontus bei Joachim einbrechen und das Foto stehlen. Doch genau dann wollen Alfredo und Ernst die Silbersammlung stehlen. Kalle und Pontus finden das Foto in Joachims Portemonnaie und nehmen es mit. Beim Verlassen des Hauses sehen sie Ernst und Alfredo, die versuchen mit dem Diebesgut zu entkommen. Kalle und Pontus folgen den Verbrechern. Sie werden jedoch kurze Zeit später entdeckt und gemeinsam mit Kalles Hund Hexe eingesperrt. Ernst bemerkt schnell, wie wichtig der Hund für Kalle ist. Daher droht er diesen umzubringen, wenn Kalle und Pontus der Polizei etwas erzählen. Hexe soll am Donnerstag an die Jungen zurückgegeben werden. Bis dahin sollen sie sich jeden Tag bei Alfredo melden.
Wenig später finden Kalle und Pontus das Diebesgut und ersetzen es durch wertlose Gegenstände.
Derweil erfährt Kalles Vater, der Polizist ist, von dem Einbruch bei Joachim. Er möchte versuchen das Verbrechen aufzuklären.
Am Donnerstagmorgen fragen Kalle und Pontus nach ihrem Hund Hexe. Die Verbrecher berichten den Jungen von einem verlassenen Haus, wo Hexe sein soll. Dort sperren die Verbrecher Kalle und Pontus ein. Die beiden Jungen können entkommen und finden endlich Hexe. Sie berichten Kalles Vater von den Dieben. Diese wollen ihr Diebesgut dem Antiquitätenhändler Paul anbieten, stellen jedoch fest, dass selbiges von Kalle und Pontus ausgetauscht wurde.
Die Diebe machen sich auf den Weg zu Kalle und Pontus. Diese sind inzwischen wieder in dem Raum, indem sie eingesperrt wurden. Sie sagen, dass sie ihnen das Diebesgut zeigen werden. Sie führen die Verbrecher in ein dunkles Haus, in dem das Diebesgut steht. Das Haus entpuppt sich als die Polizeiwache und die Verbrecher werden von der Polizei in Empfang genommen.
Kalle, Pontus, Britta und die Eltern gehen zum Sommerfest. Doch Britta ist traurig. Sie vermisst Joachim. Auch Joachim hat Liebeskummer wegen Britta. Auf dem Fest steckt Kalle Britta heimlich das Foto von ihr zu. Britta denkt, Joachim hätte es ihr gegeben. Auf der Rückseite steht: „Sie ist die Einzige“. Britta ist zutiefst berührt und fragt, ob das wahr sei, was darauf stehen würde. Joachim wundert sich, dass Britta das nicht gewusst hat. Die beiden vertragen und küssen sich. Kalle und Pontus beobachten die beiden gemeinsam mit Hexe. Sie sagen, dass sie hoffentlich niemals im Leben so werden.

## Hintergrund
Das Drehbuch für Kalle und das geheimnisvolle Karussell war Astrid Lindgrens erstes eigenständiges Drehbuch.
Astrid Lindgren schrieb zunächst nur das Drehbuch. Das Buch mit dem Namen Rasmus, Pontus und der Schwertschlucker (Rasmus, Pontus och Toker) erschien erst nach Veröffentlichung des Films. Am 12. Dezember 1956 wurde Kalle und das geheimnisvolle Karussell im Kino Astoria in Stockholm uraufgeführt. Er wurde in Mariefred und den AB Sandrew-Ateljéerna Studios in Stockholm gedreht.
Auch wenn der Titel Kalle und das geheimnisvolle Karussell suggeriert, dass es sich bei Kalle um den bekannten Detektiv Kalle Blomquist handelt, heißt die Figur im Original Rasmus Persson. Diese wird zwar von demselben Darsteller gespielt, der auch in Kalle Blomquist lebt gefährlich Rasmus Rasmusson oder in Rasmus und der Vagabund Rasmus Oskarsson verkörpert, aber auch hierbei handelt es sich nicht um dieselbe Figur. Hier handelt es sich um einen völlig eigenständigen Film, im Stil der ersten Kalle-Blomquist-Verfilmungen.

## Besetzung & Synchronisation
| Rolle                                       | Schauspieler      | Synchronsprecher |
| ------------------------------------------- | ----------------- | ---------------- |
| Kalle Persson (im Original: Rasmus Persson) | Eskil Dalenius    | Roland Kaiser    |
| Pontus                                      | Sven Almgren      |                  |
| Ernst                                       | Stig Olin         | Gerd Martienzen  |
| Joakim von Rencken                          | Torsten Wahlund   | Horst Gentzen    |
| Patricia ‘Britta’ Persson                   | Pia Skoglund      |                  |
| Alfredo                                     | Stig Järrel       |                  |
| Elof Ahrle                                  | Patrick Persson   |                  |
| Berta                                       | Hjördis Petterson |                  |
| Gullan Persson                              | Siv Ericks        |                  |
| Hexe                                        | Hund Toker        |                  |

## Kritik
Das Lexikon des internationalen Films urteilte, der Film sei „gut gemachte Unterhaltung für Kinder, mit wenigen Mängeln“.